# Unrepentant Geraldines
| Recensione | Giudizio |
| ---------- | -------- |
| AllMusic   |          |

Unrepentant Geraldines è il quattordicesimo album discografico in studio della cantautrice, pianista e produttrice statunitense Tori Amos, pubblicato nel maggio 2014.

## Il disco
L'album è stato reso disponibile dalla Mercury Records in diversi formati: CD, digitale, doppio vinile LP e in edizione limitata CD+DVD.
Le registrazioni sono state effettuate nel periodo luglio 2012-maggio 2013 presso i Martian Engineering Studios in Cornovaglia (Regno Unito).
Il primo brano estratto dall'album e pubblicato come singolo è stato Trouble's Lament, diffuso nel marzo 2014.
Il tour promozionale dell'album, chiamato Unrepentant Geraldines Tour, è partito il 5 maggio 2014 da Cork (Irlanda) e prevede date in tutta Europa (tre date in Italia, a Roma, Milano e Padova tra il 2 e il 4 giugno 2014), Russia, Turchia, Sudafrica, Canada e Stati Uniti.

## Ispirazioni
Il brano America è ispirato a una fotografia di Diane Arbus. La traccia 16 Shades of Blue è ispirata al quadro L'orologio in marmo nero di Paul Cézanne. La successiva Maids of Elfen-Mere è stata ispirata all'opera di Dante Gabriel Rossetti intitolata The Maids of Elfin-Mere. Il brano Selkie si riferisce ai mitologici selkie.
La title track Unrepentant Geraldines è ispirata alle opere dell'irlandese Daniel Maclise.

## Tracce
Tutte le tracce sono state scritte e composte da Tori Amos.
Edizione standard
1. America – 4:12
2. Trouble's Lament – 3:44
3. Wild Way – 2:55
4. Wedding Day – 3:44
5. Weatherman – 4:41
6. 16 Shades of Blue – 3:52
7. Maids of Elfen-Mere – 2:53
8. Promise – 4:04
9. Giant's Rolling Pin – 4:11
10. Selkie – 4:05
11. Unrepentant Geraldines – 6:57
12. Oysters – 5:14
13. Rose Dover – 3:55
14. Invisible Boy – 4:57

Edizione deluxe tracce bonus
1. Forest of Glass – 5:08

iTunes tracce bonus
1. White Telephone to God – 2:25

## Formazione
- Tori Amos - voce, piano, organo hammond
- Mac Aladdin - chitarre
- Mark Hawley - strumenti vari
- Natashya Hawley - voce in Promise

## DVD
1. Album trailer
2. Interview with Tori
3. Studio tour
4. Album photo shoot